# Globo Filmes
Globo Filmes es una empresa brasileña de producciones cinematográficas, propiedad de Organizações Globo.

## Historia de la productora
Fue fundada en 1998 por Roberto Marinho. Las películas producidas o coproducidas por la compañía obtuvo más del 90% de los ingresos de taquilla de la industria cinematográfica brasileña y más del 20% del mercado total. La Empresa Globo Filmes también es responsable de la distribución de las películas producidas por ella. Hasta el momento se han producido 92 películas y 2 están en producción. En total, las películas producidas llegó a alrededor de 70 millones de espectadores en salas de cine y formó alianzas con más de 40 productores independientes.

## Películas producidas
1998
- Simão, o Fantasma Trapalhão

1999
- Orfeu
- Zoando na TV
- O Trapalhão e a Luz Azul

2000
- O Auto da Compadecida
- Bossa Nova

2001
- Xuxa e os Duendes
- Caramuru - A Invenção do Brasil
- A Partilha

2002
- Cidade de Deus
- Xuxa e os Duendes 2 – No Caminho das Fadas

2003
- Deus é Brasileiro
- Carandiru
- O Homem Que Copiava
- Didi – O Cupido Trapalhão
- Lisbela e o Prisioneiro
- O Caminho das Nuvens
- Maria, Mãe do Filho de Deus
- Os Normais
- Casseta & Planeta – A Taça do Mundo é Nossa
- Acquária
- Xuxa Abracadabra

2004
- Sexo, Amor e Traição
- Meu Tio Matou Um Cara
- Xuxa e o Tesouro da Cidade Perdida
- A Dona da História
- Redentor
- Olga
- Querido Estranho
- Cazuza - O Tempo Não Pára
- Viva Voz

2005
- Tainá 2 - A Aventura Continua
- O Casamento de Romeu & Julieta
- Casa de Areia
- 2 Filhos de Francisco
- O Coronel e o Lobisomem
- Vinícius
- Xuxinha e Guto Contra Os Monstros do Espaço

2006
- Didi – O Caçador de Tesouros
- Se Eu Fosse Você
- A Máquina
- Irma Vamp - O Retorno
- Zuzu Angel
- Anjos do Sol
- Casseta & Planeta - Seus Problemas Acabaram!
- O Maior Amor do Mundo
- Muito Gelo e Dois Dedos D’água
- O Ano em que Meus Pais Saíram de Férias
- Xuxa Gêmeas
- O Cavaleiro Didi e a Princesa Lili

2007
- A Grande Família
- Chega de Saudade
- Pro Dia Nascer Feliz
- Antônia
- Caixa Dois
- Ó Paí Ó
- Cartola
- Inesquecível
- Não Por Acaso
- Saneamento Básico, O Filme
- Primo Basílio
- Cidade dos Homens
- O Homem Que Desafiou o Diabo
- Sem Controle
- Xuxa em Sonho de Menina
- Os Porralokinhas

2008
- Meu Nome Não é Johnny
- O Signo da Cidade
- Polaróides Urbanas
- Bodas de Papel
- O Guerreiro Didi e a Ninja Lili
- Era Uma Vez...
- Os Desafinados
- Casa da Mãe Joana
- A Guerra dos Rocha
- Última Parada 174
- Orquestra dos Meninos
- Romance

2009
- Simonal - Ninguém Sabe o Duro que Dei
- Divã
- Verônica
- Surf Adventures 2
- Se Eu Fosse Você 2
- A Mulher Invisível
- Tempos De Paz
- Os Normais 2 - A Noite Mais Maluca De Todas
- Besouro
- Salve Geral
- Alô, Alô, Terezinha!
- É Proibido Fumar
- Xuxa e o Mistério da Feiurinha

2010
- Lula o filho do Brasil
- chico Xavier
- Quincas Berro D´Agua
- Obem amado
- 400 contra 1
- 5 x Favela- Agora por nós mesmos
- Nosso Lar
- Tropa de elite 2
- Aparecida- o milagre
- De pernas pro ar

2011
- Desenrolada
- Brasil animado
- Broder
- Qualquer gato vira-lata
- Cilada.com
- Assalto ao banco central
- Nao se preocupe, nada vai dar certo
- Onde está a felicidade?
- O homem do futuro
- Familia vende tudo
- o palhaco

2012
- As aventuras de Agamenon
- Reis e Ratos
- Billi Pig
- Xingu
- Paraisos artificiais
- e ai... comeu?
- Coracoes Sujos
- O diario de Tati
- totalmente inoscentes
- Ate que a sorte nos separe
- Gonzaga- de pai pra filho
- Os penetras
- De pernas pro ar 2

2013
- Taina- a origem
- A busca
- Vai que da certo
- Giovanni improta
- Faroeste Caboclo
- Minha mae e uma peca
- O Concurso
- Flores raras
- casa da mae Joana 2
- O tempo e o Vento
- Mato sem cachorro
- Serra pelada
- Meu passado me condena
- Cró
- Minhocas
- Ate que a sorte nos separe 2

2014
- Confissões de Adolescente
- Muita calma nessa hora 2
- S.O.S Mulheres ao mar
- Entre nós
- Confia em mim
- Julio Sumiu
- Getúlio
- Setenta
- Os homens sao de marte... e é pra la que eu vou!
- Tim Lopes
- Vermelho Brasil
- Amazonia
- Na Quebrada
- Tim Maia
- Made in china
- Boa sorte
- Irma Dulce